# Sonnenaltar

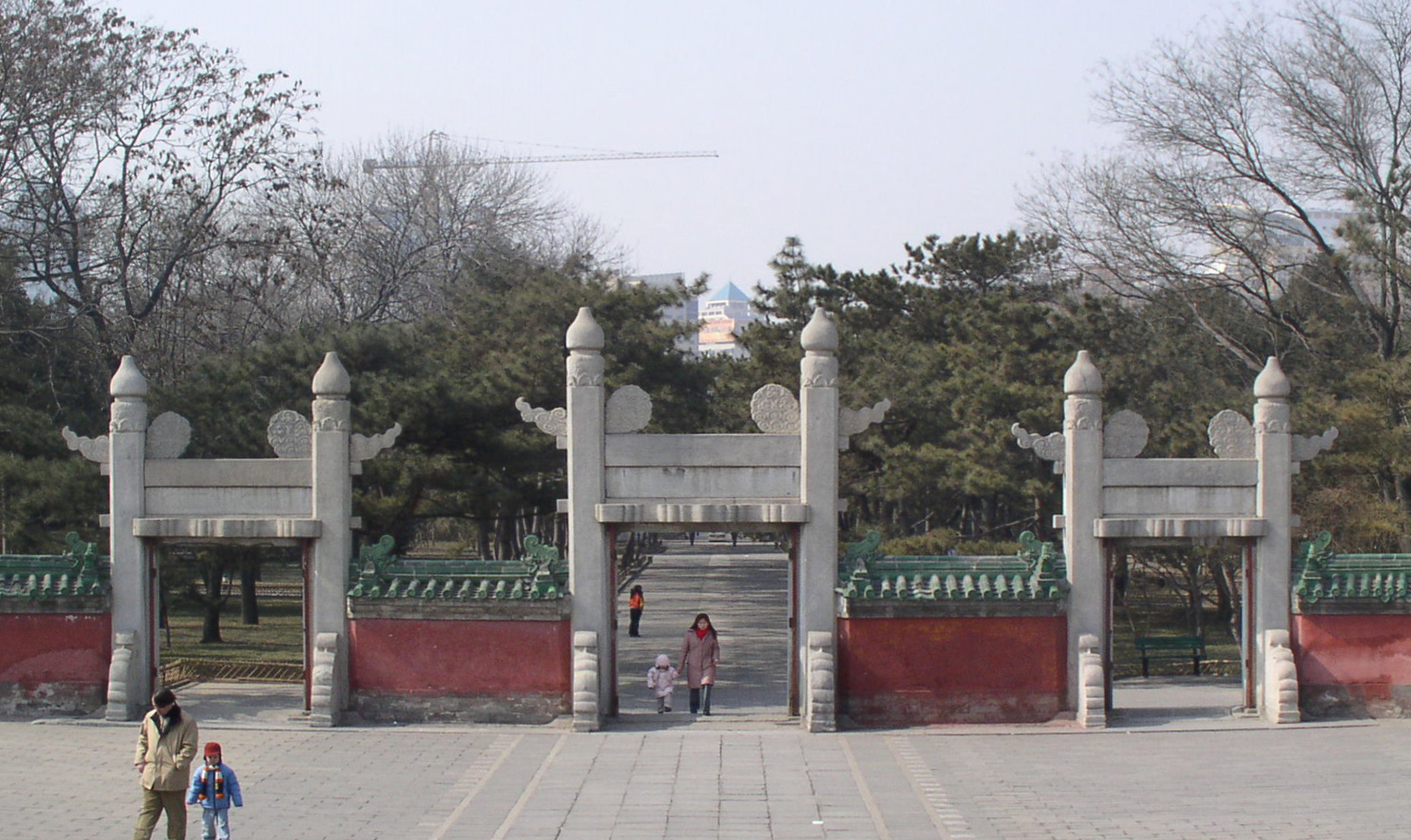

Der Sonnenaltar bzw. Sonnentempel (chinesisch 日壇 / 日坛, Pinyin Rìtán) im Pekinger Stadtbezirk Chaoyang wurde 1530 in der Zeit der Ming-Dynastie angelegt und während der Zeit der Ming- und Qing-Dynastien vom Kaiser zu Opferzwecken verwendet. Am gegenüberliegenden Ende des Stadtzentrums befindet sich Mondaltar (Yuetan) im Yuetan-Park.
Der Sonnenaltar steht seit 2006 auf der Liste der Denkmäler der Volksrepublik China (6-304).
Der Tempel befindet sich im Ritan-Park bzw. Sonnenaltar-Park (日坛公园).